# Euryproctus crassicornis
Euryproctus crassicornis là một loài tò vò trong họ Ichneumonidae.